# Порфіробластична структура

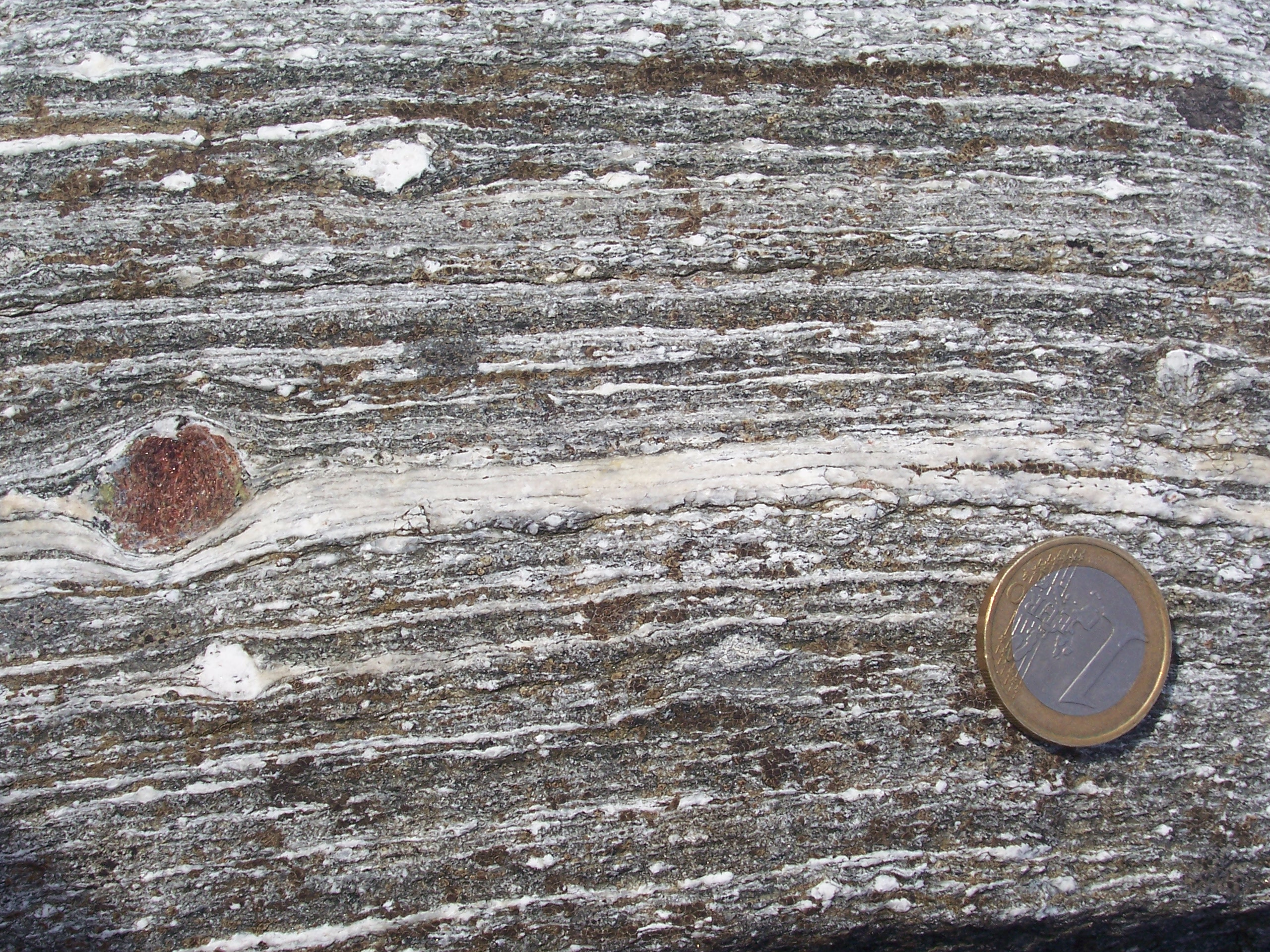
A mylonite showing a number of (rotated) porphyroclasts: a clear red garnet left in the picture while smaller white feldspar porphyroclasts can be found all over. Location: the tectonic contact between the autochthonous Western Gneiss Region and rocks of the allochthonous Blåhø nappe on Otrøy, Каледонська складчастість, центральна Норвегія.

Порфіробластична структура (рос. порфиробластическая структура, англ. porphyroblastic texture; нім. н. porphyroblastische Struktur f) – нерівномірнозерниста структура метаморфічних порід, в яких значні за розмірами виділення мінералу (порфіробласти) розташовані в дрібнозернистій основній масі; при цьому всі мінерали кристалізувалися одночасно і крупність зерна обумовлена тільки його здатністю до росту.  
Порфіробласти відрізняються від решти компонентів породи відособленістю, крупністю (на декілька порядків більшою, ніж інші частинки) та правильністю форми, яка в одних випадках може бути наближена до ідеального огранювання кристала, а в інших – до кулеподібної або еліпсоїдної. Еліпсоїдний різновид порфіробластової структури називають очковим. 
Співвідношення порфіробластичних включень з іншими породоутворювальними компонентами бувають двоякими. В одних випадках порфіробластові включення поглинають породоутворювальні компоненти, і тоді таку побудову називають пойкілітовою. В інших випадках порфіробласти розштовхують компоненти, що їх уміщують, нагромаджуючи їх поблизу своєї поверхні. Тоді під мікроскопом видно обгортання порфіробластів дещо подібним на тонкі облямівочки мікрозернистої будови, шаром.
А. Годовиков (1973) виявив, що згадана вище двоїстість співвідношень порфіробластів з вмісною речовиною визначена способами їхнього виникнення. Наприклад, якщо кристал, який метасоматично росте, стикається з іншим мінералом більш ранньої генерації, то його реакція на їхню зустріч буде зумовлена перш за все наявністю або відсутністю між ними прошарку кристалізаційного середовища. У випадках, коли його немає, кристал поглинає мінеральну частинку, яка трапилася, і вона стає пойкілітовим включенням у ньому. А якщо між цими мінералами є прошарок кристалізаційного середовища, то тоді порфіробласт продовжує рости, відштовхуючи частинку, яка йому трапилася. Можливість утворення прошарку кристалізаційного середовища визначена питомими поверхневими енергіями обох кристалів. А оскільки механічна енергія для різних граней однакового кристала є різною, то виникають умови, за яких механічну домішку захоплюють одні грані та відштовхують інші. Прикладом є секторіальний розподіл вуглецево-пелітової домішки в порфіробластах хіастоліту в глинистих породах, що зазнали ороговикування. Іншим прикладом може бути “бородатість” вростків слюди у кварц.
Так А. Годовиков пояснює різне відношення одного й того ж мінералу порфіробластичного включення до різних домішок, а також різних мінералів до однакової домішки. Наприклад, кристали гіпсу, що ростуть, розштовхують та ущільнюють глинисті частинки, однак поглинають у вигляді пойкілітових включень піщинки кварцу, польових шпатів та інших каркасних силікатів. Натомість кристали астраханіту поглинають глинисті лусочки, а кристали епсоміту розсувають їх.
Порфіробласти полістадійні. Їхні класичні прояви відомі в метаморфічних породах, однак вони можуть виникати до метаморфізму – на стадіях діагенезу, раннього катагенезу (як у названих випадках з включеннями гіпсу, астраханіту, епсоміту), а також регресивного катагенезу (порфіробласти карбонатних мінералів).
У двох останніх випадках порфіробласти належать до категорії структур неповнобластичних. Повнобластичні структури (грано-, лепідо-, нематобластова), хоч і типові для стадій метаморфізму, однак не обов’язкові. Вони можуть виникати й задовго до метаморфізму. Наприклад, у відкладах солей вони формуються первісно, а в карбонатних породах – на стадіях катагенезу та метагенезу. І навпаки, відомі породи, складені рівноважними парагенезисами метаморфогенних мінералів, однак більш ніж на 50 % вони зберегли дометаморфічні структури, тобто з неповнобластичною будовою.
Неповнобластична будова простежується, коли зберігаються помітні релікти попередніх структур. Для того щоб відобразити їх у назві, акцентуючи на локальній наявності бластезу, назву структури починають з префікса “бласто-”. Структури бластопсамітові, бластоалевритові означають, що не всі піщані або алевритові частинки підлягали бластезу і що порода має первісний уламковий генезис. Структури бластопорфірові (не плутати з порфіробластовими) означають, що маємо частково перекристалізовану вулканогенну або вулканогенно-уламкову породу. Бластопелітові відповідають первісно глинистим породам.
Зародково-бластичні структури визначають за допомогою оптичної мікроскопії як важливу ознаку переходу речовини породи у якісно нову стадію свого розвитку.

## Дивись також
- Порфіробласти
- Тіні тиску